# Ruinen-Fotografie

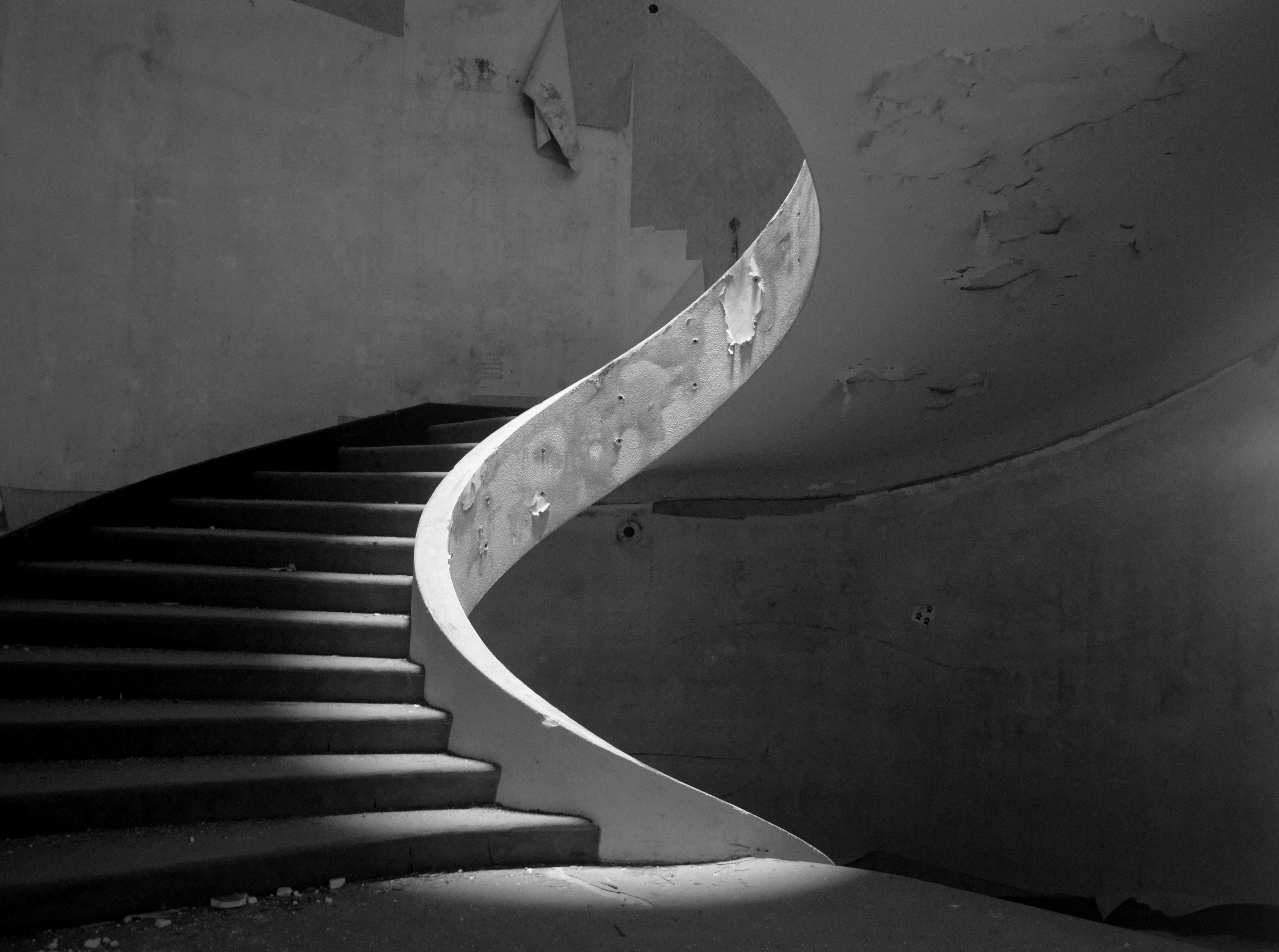
Treppenaufgang im verlassenen Hotel Monte Palace auf Sao Miguel, Azoren

Die Ruinen-Fotografie, englisch auch als ruin porn bezeichnet, ist ein vergleichsweise junges Genre der Fotografie, das den Verfall von Bauwerken, ihre Morbidität und ihre durch die Zeit erzeugte Nicht-Bedeutung, zum zentralen Thema macht. Die Objekte bezeichnet man auch häufig als „Lost Places“ oder „Abandoned Places“. Die Ruinen-Fotografie steht in Beziehung zur Architekturfotografie oder auch Landschaftsfotografie. Ruinen-Fotografie beschäftigt sich auch mit Kulturspuren im weitesten Sinne.

## Objekte

### Aufgegebene Orte der jüngeren Geschichte

Aufnahme eines Zellenblocks in der Eastern State Penitentiary, in Pennsylvania, Carol M. Highsmith, Library of Congress

Abgebildet werden dabei Bauwerke und Orte aller Art, die von Menschen erbaut und später aus den verschiedensten Gründen (z. B. Insolvenzen, Umweltkatastrophen, Bauruinen aus Geldmangel, Aufgabe wegen politischer Wechsel etc.) aufgegeben und verlassen wurden. Das Objekt wird als vergänglicher Zeitzeuge zitiert. Dazu zählen vor allem so genannte Lost Places, vergessene oder aufgegebene Orte. Beispiele sind alte Industrieanlagen, Autofriedhöfe, Kasernen, Gefängnisse, Tunnel, Brücken, Bunker oder Hotels. Oft können sie im Rahmen sogenannter Urban Explorations erkundet werden. Ein beiläufiges Thema als Teil der Fotos ist die „Rückeroberung“ solcher Gebäude durch die Natur. Ein anderes Motiv ist das dokumentarische Festhalten des Objekts, bevor es durch Abriss ganz verschwindet.

### Aufgegebene Orte der Geschichte

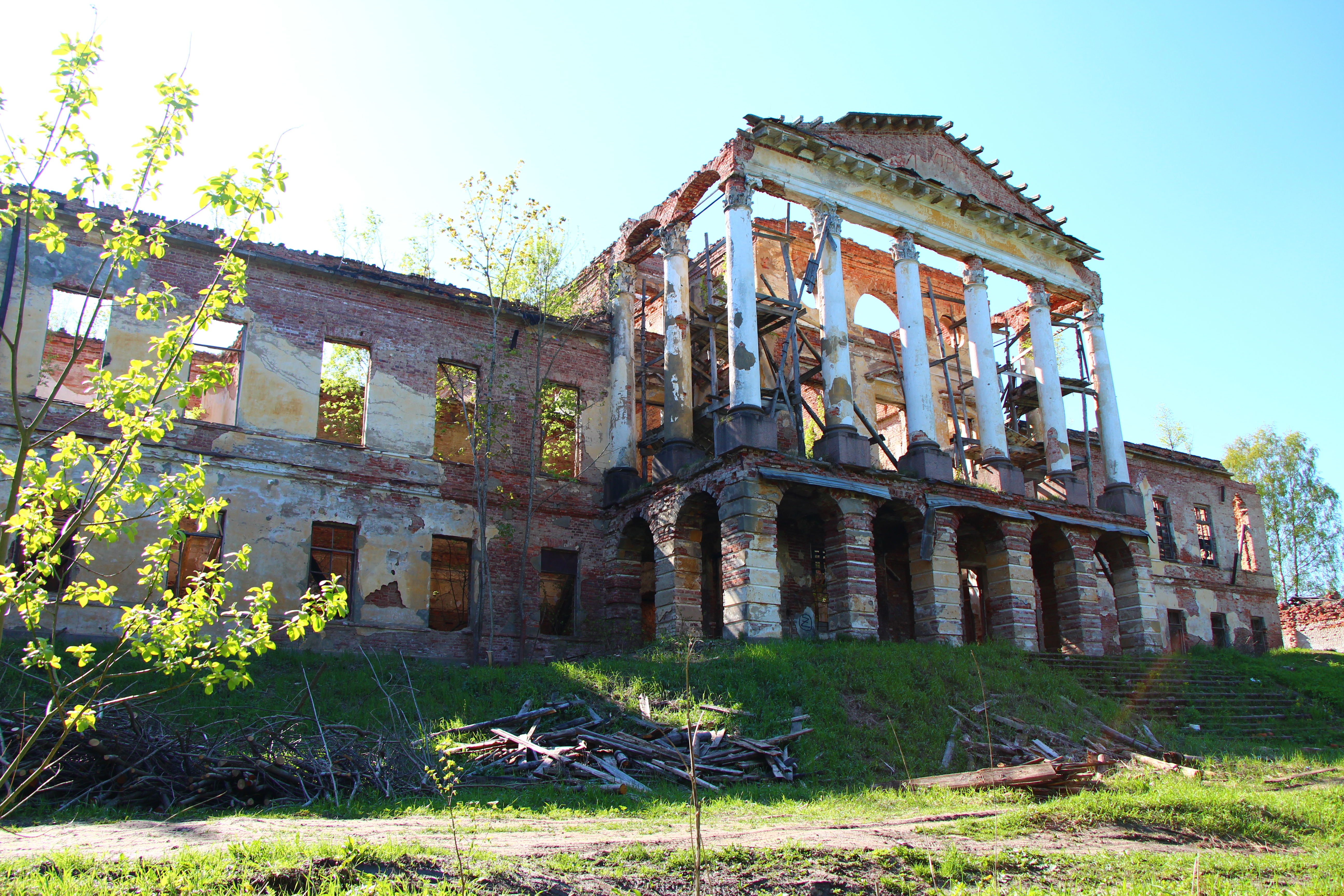
Weltkulturerbe: der Ropscha-Palast in der Nähe von Sankt Petersburg

Streng genommen zählt auch das Fotografieren von Ruinen von Burgen (siehe auch: Kategorie:Burgruine), aufgegebener Heiligtümer oder Grabstätten (Siehe Kategorie:Sakralbau (Ruine)), antiken Stätten etc. zum Thema. Der Unterschied zu den Lost Places ist, wenn überhaupt der, dass geschichtsträchtige Ruinen als Orte des historischen Gedenkens entweder vor weiterem Verfall geschützt werden, oder ihr Verfall so dokumentiert werden kann.

### Beziehung zu anderen Genres der Fotografie
In der Aktfotografie gibt es ein eigenes Genre Lost Places, wo in solchen Gebäuden Aufnahmen gemacht werden. Als Begründung wird oft genannt, dass so eine Spannung zwischen dem Morbiden bzw. Verfallenen und den oft jungen Modellen erzeugt wird. Eine Teildisziplin sind verlassene technische Objekte, z. B. aufgegebene Autofriedhöfe.

## Motivation der Fotografen
Die Motive, solche Objekte zu suchen sind vielfältig.
- Risiko: Zu einem ist es der Reiz, Objekte zu betreten, die durch Schutzeinrichtungen oder Schutzpersonal gesichert sind
- Rarität: Wegen der schwierigen Zugänglichkeit werden die Objekte selten fotografiert
- Spurensuche und Nostalgie
- Faszination des Morbiden, des Vergänglichen, der Rückeroberung der Natur
- gesellschaftliche oder technologische Kritik

## Beispiele

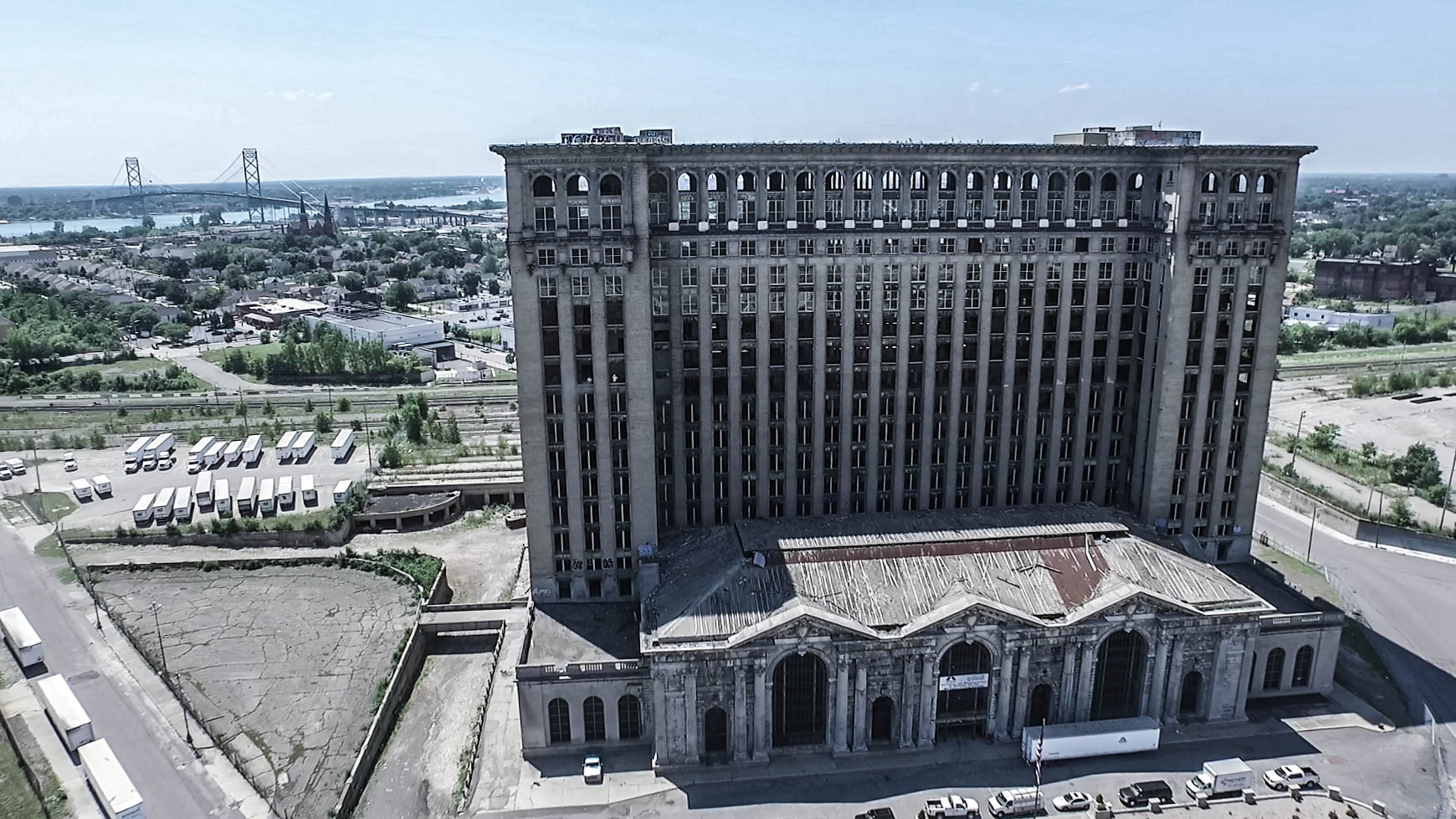
Michigan Central Station in Detroit (mittlerweile saniert)
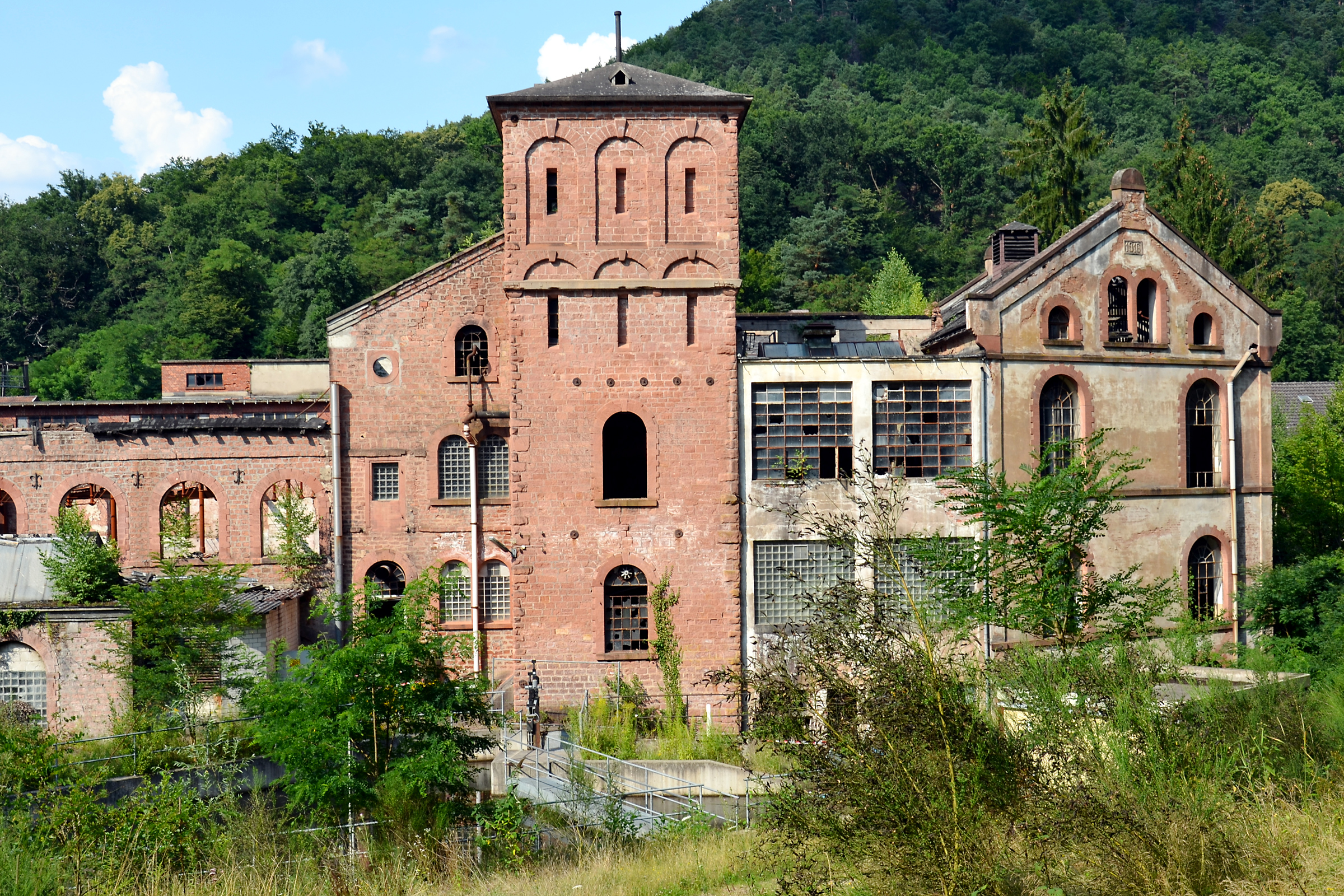
Ehemalige Papierfabrik in Lindenberg (Pfalz)
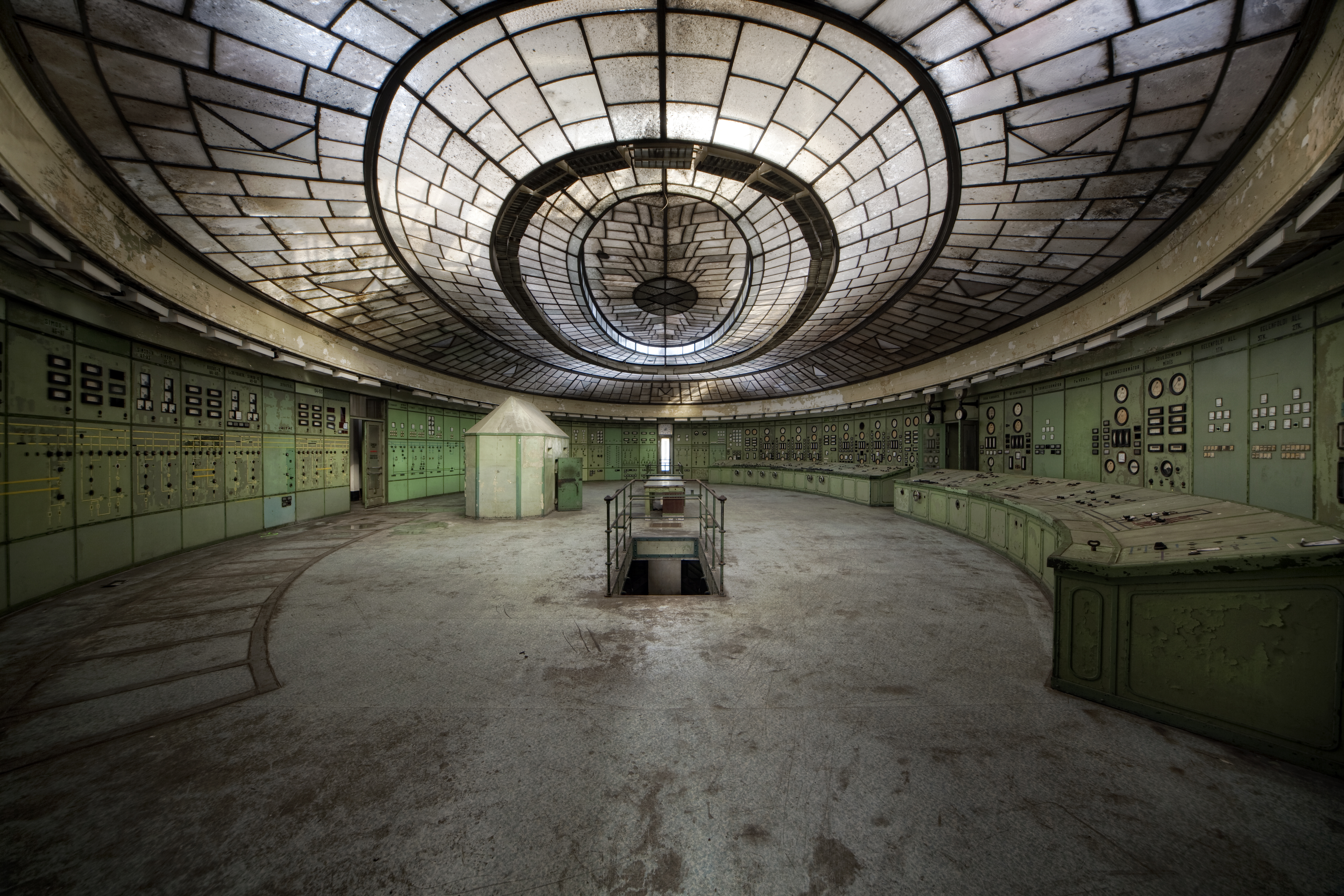
Verlassenes Kraftwerk Budapest, Ungarn
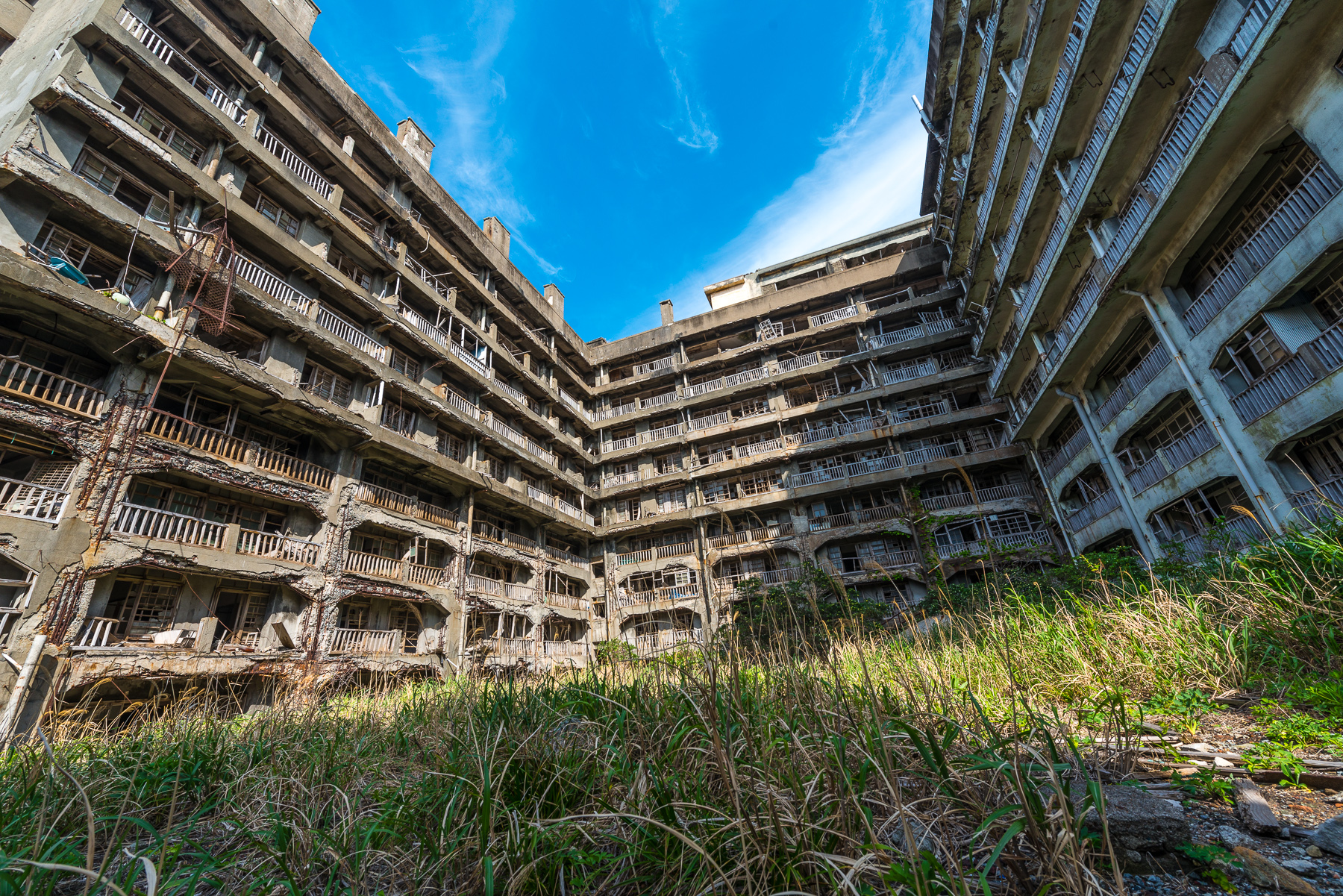
Wohnblock auf der Insel Hashima, Japan
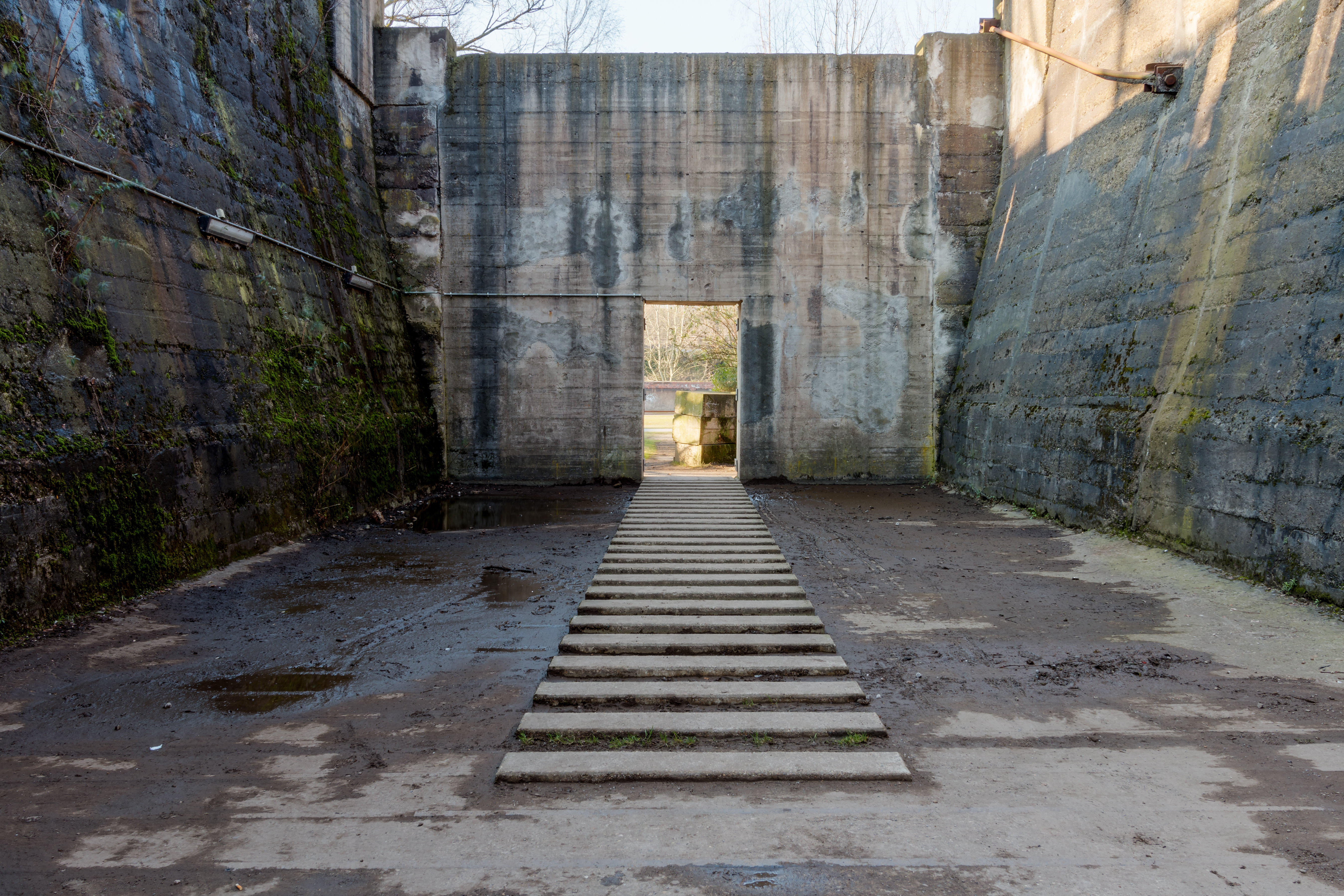
Duisburg, Landschaftspark Duisburg-Nord, Erzbunker
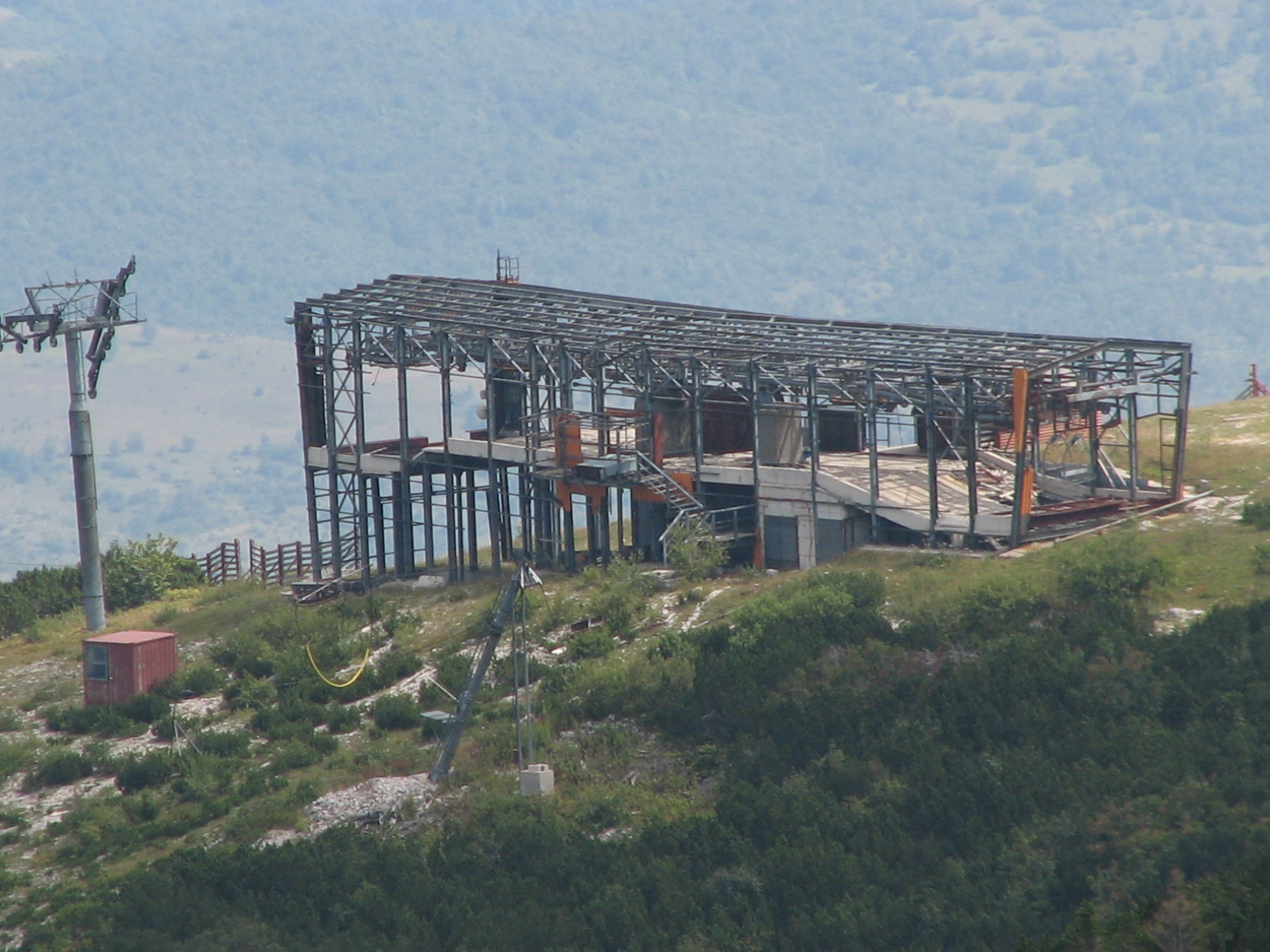
Überrest der Olympischen Winterspiele 1984 in Sarajevo
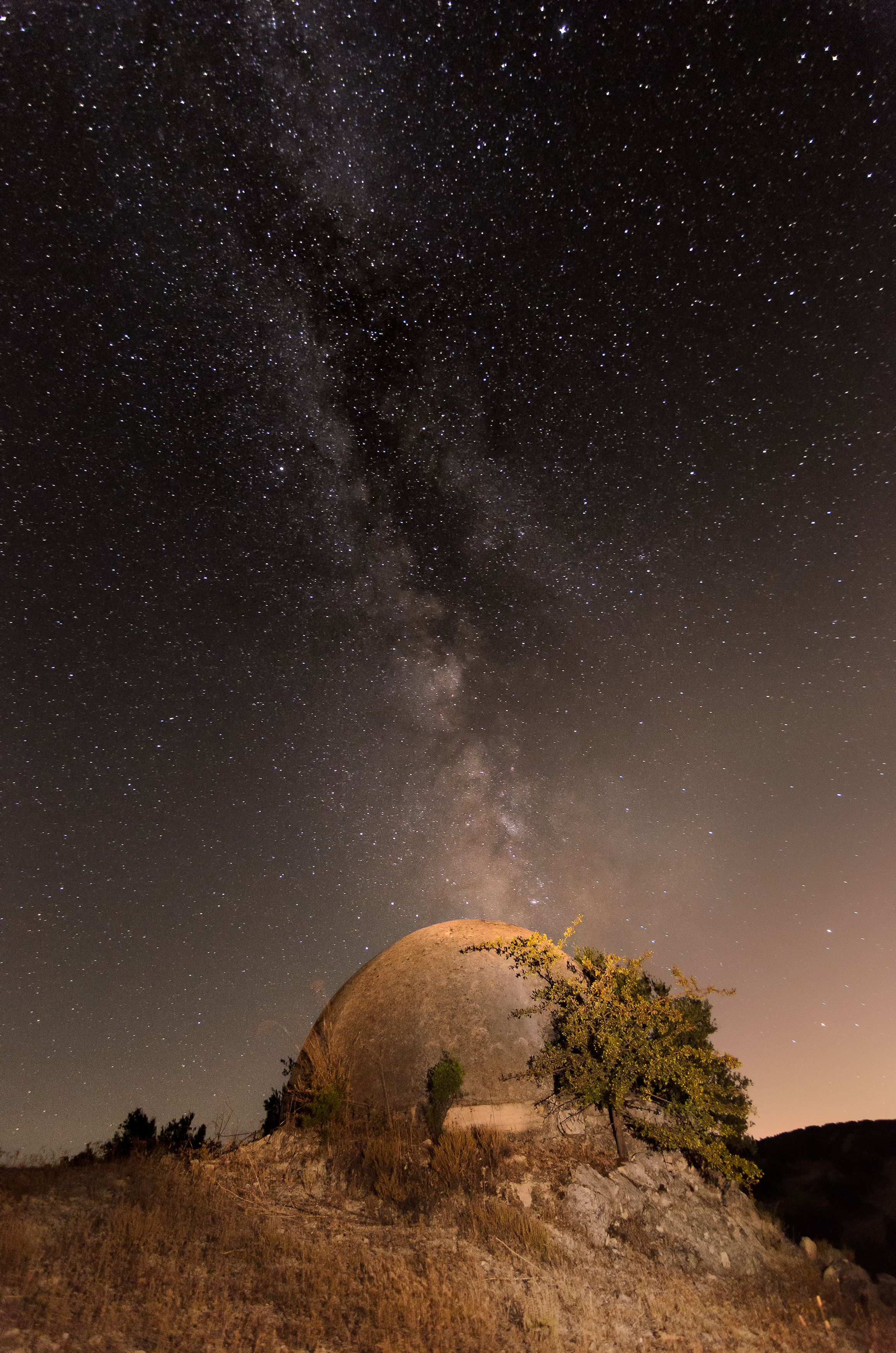
Bunker unter Milchstraße
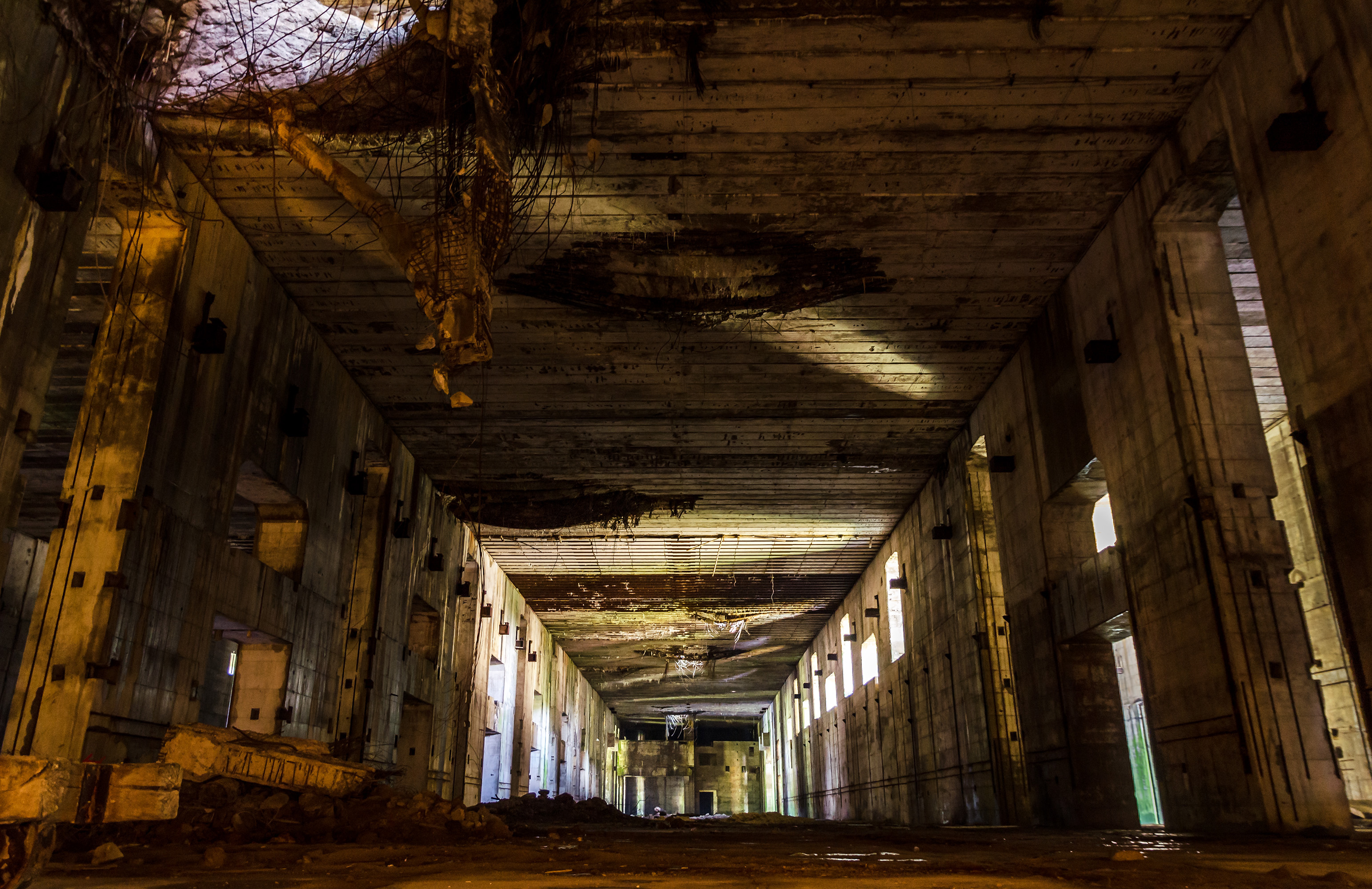
Bremen: U-Boot-Bunker Valentin (Innenansicht)
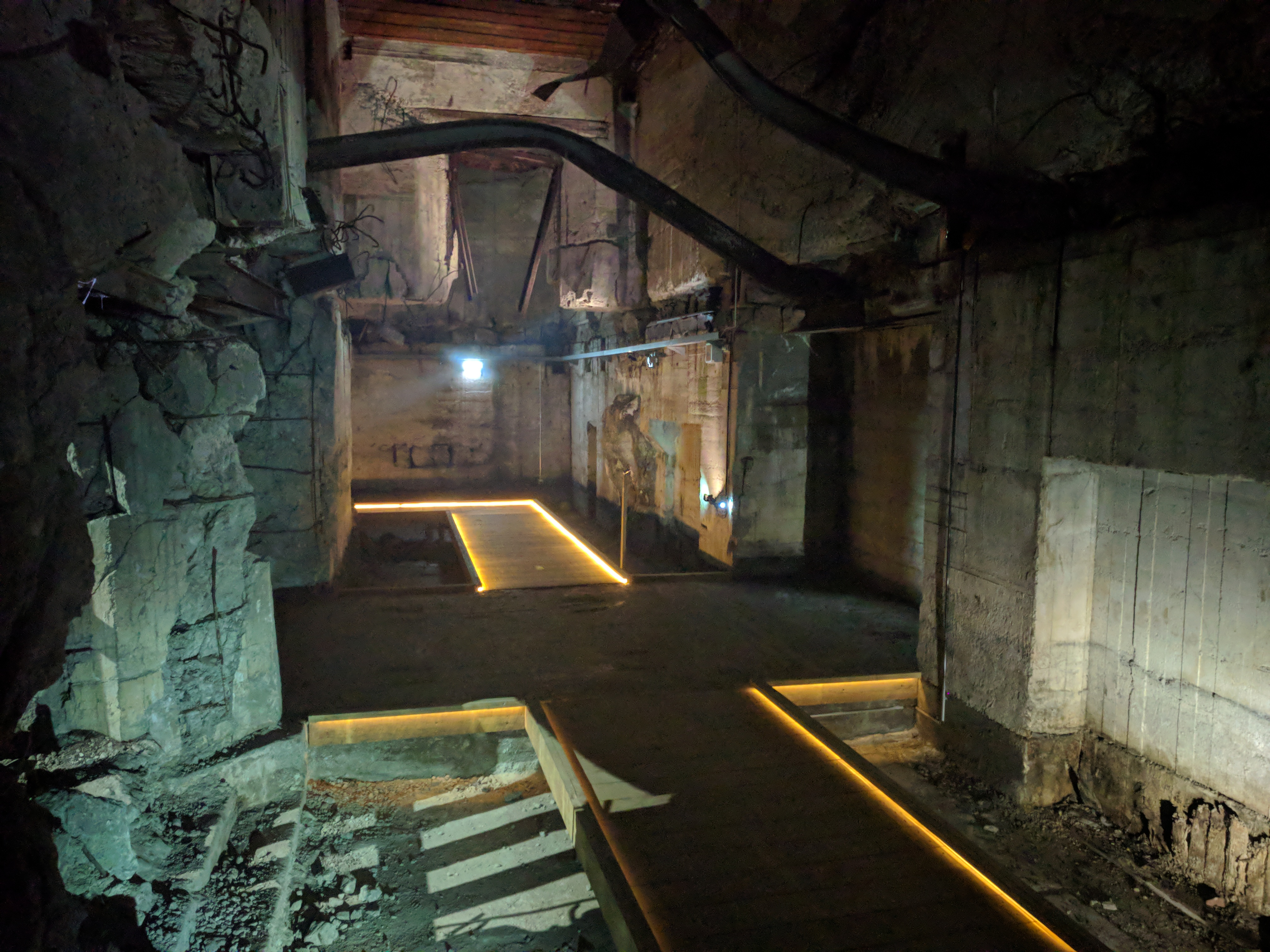
Tirpitz-Bunker in Dänemark
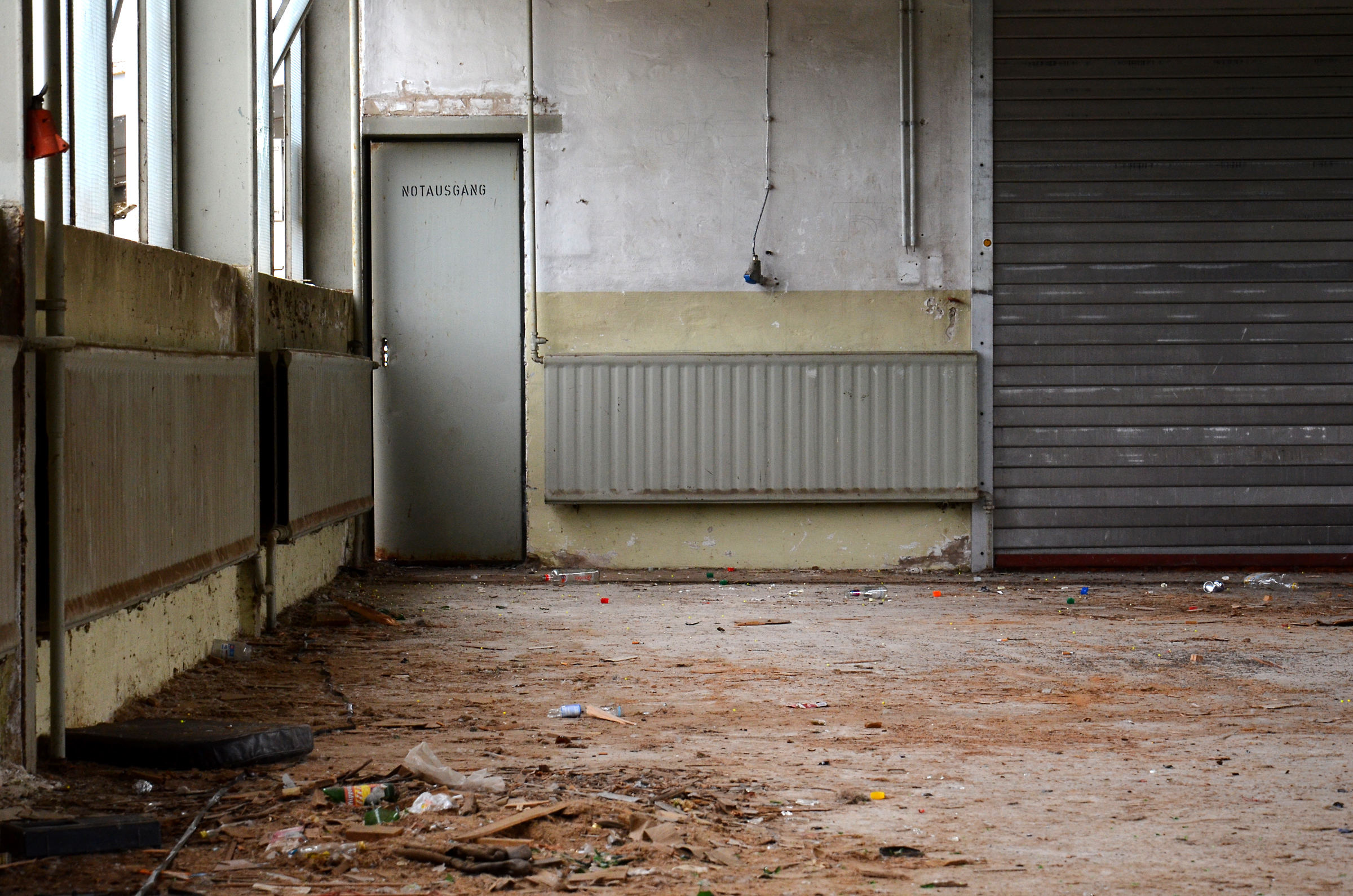
Werkshalle der Germersheimer Schiffswerft
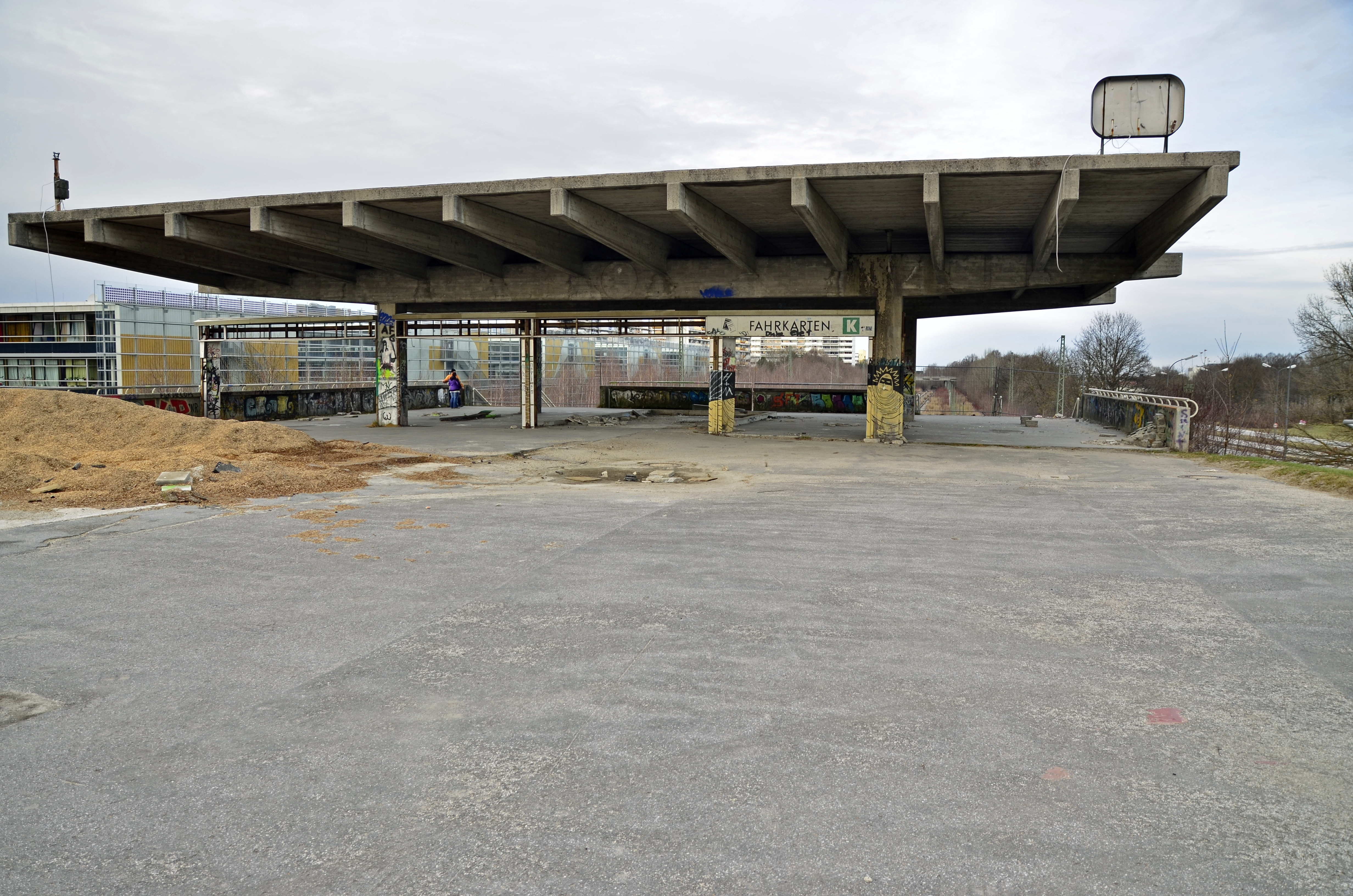
Alte S-Bahn-Station im Olympiapark München
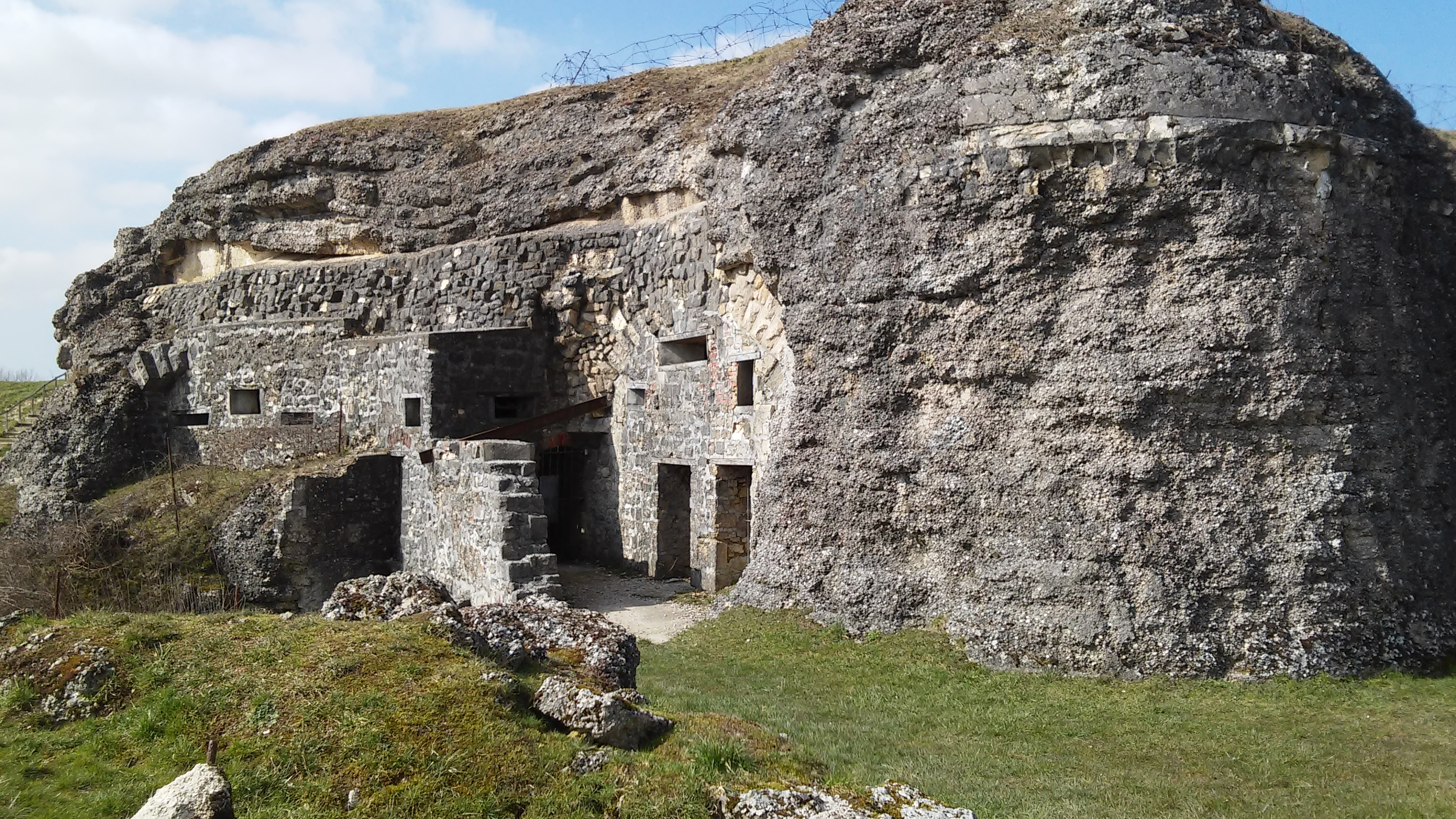
Fort Douaumont bei Verdun
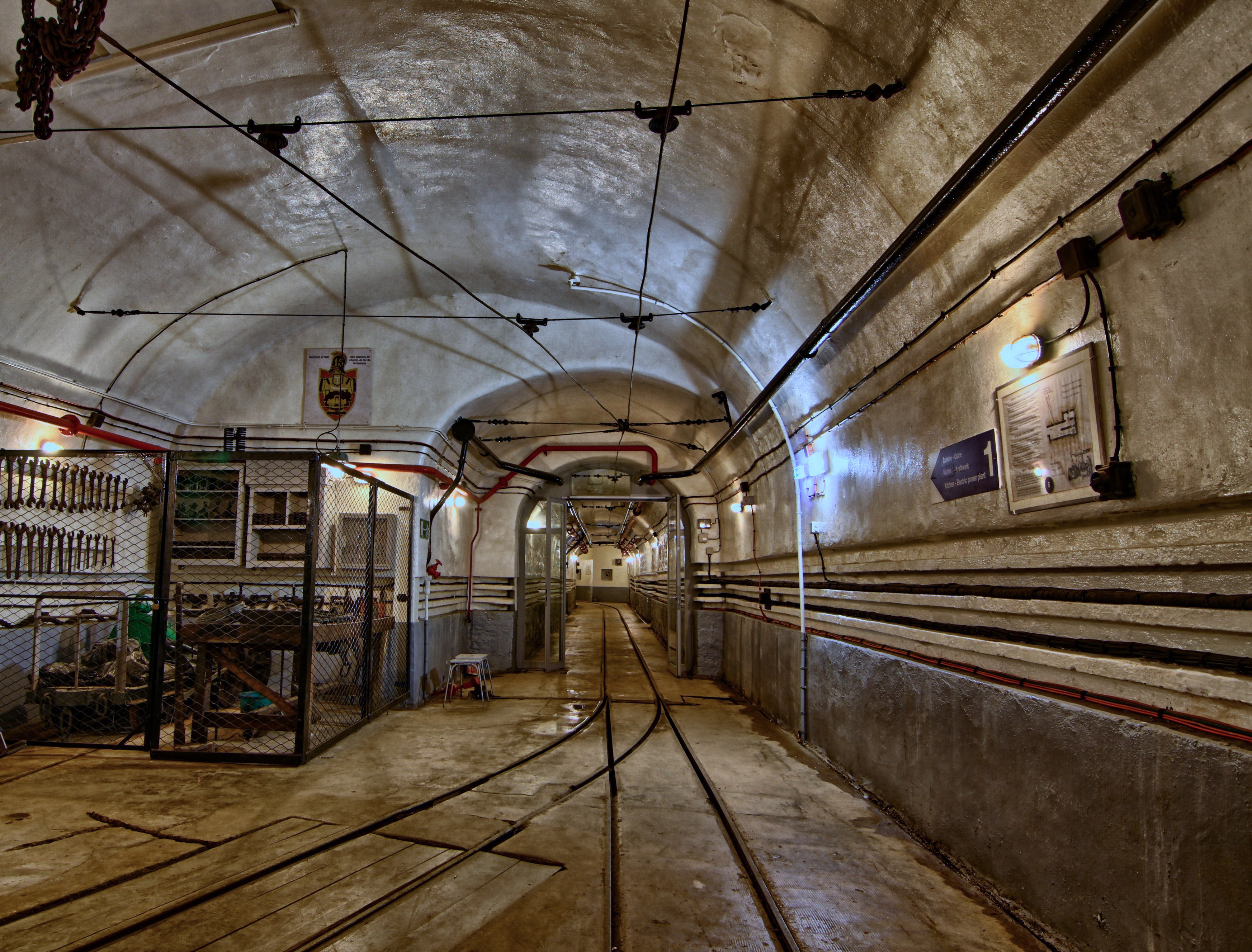
Maginot-Linie – Schoenenbourg (Innenansicht)
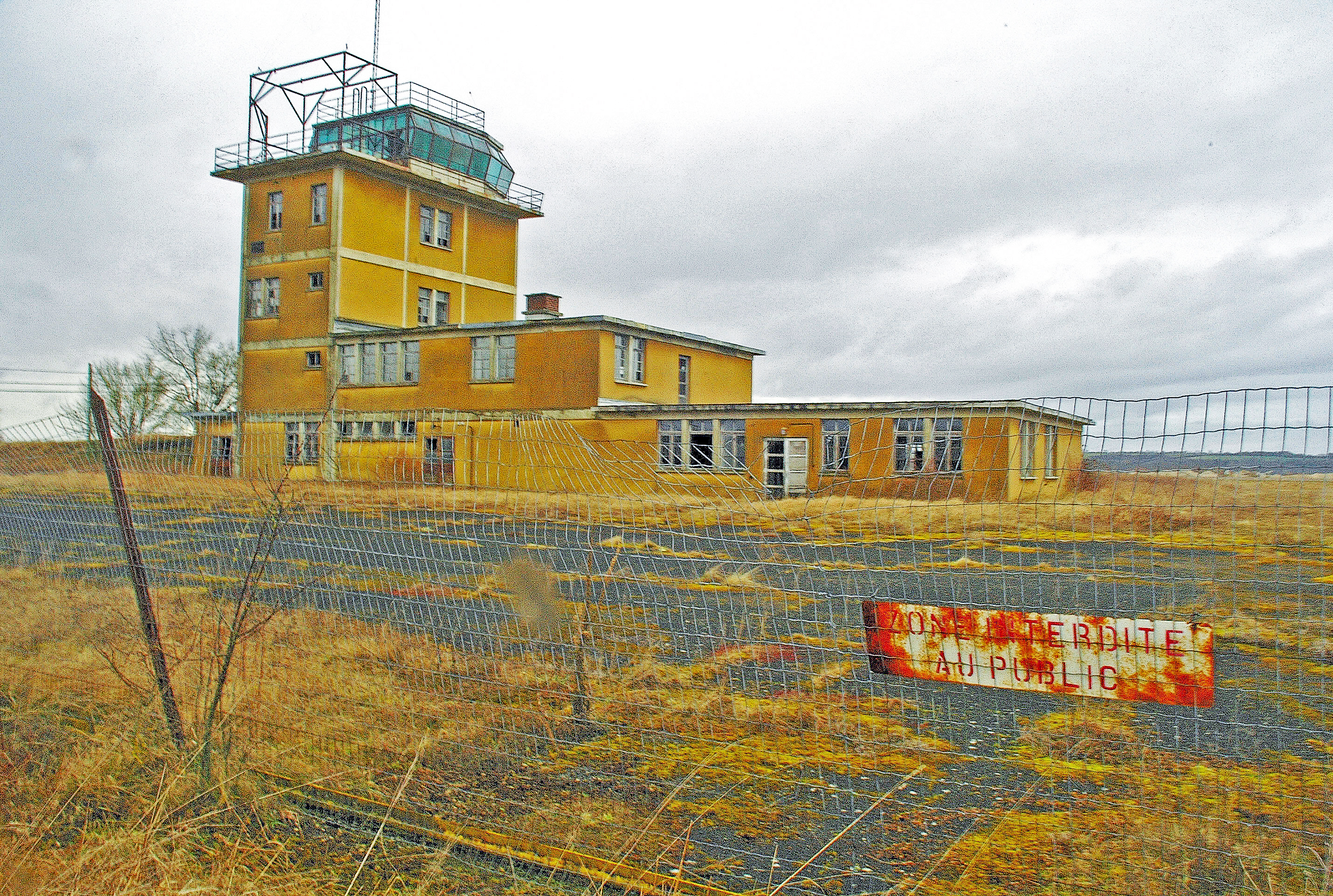
Alter Militärflugplatz – French Armee de l’air – in Ostfrankreich bei Bar-le-Duc (Lothringen)
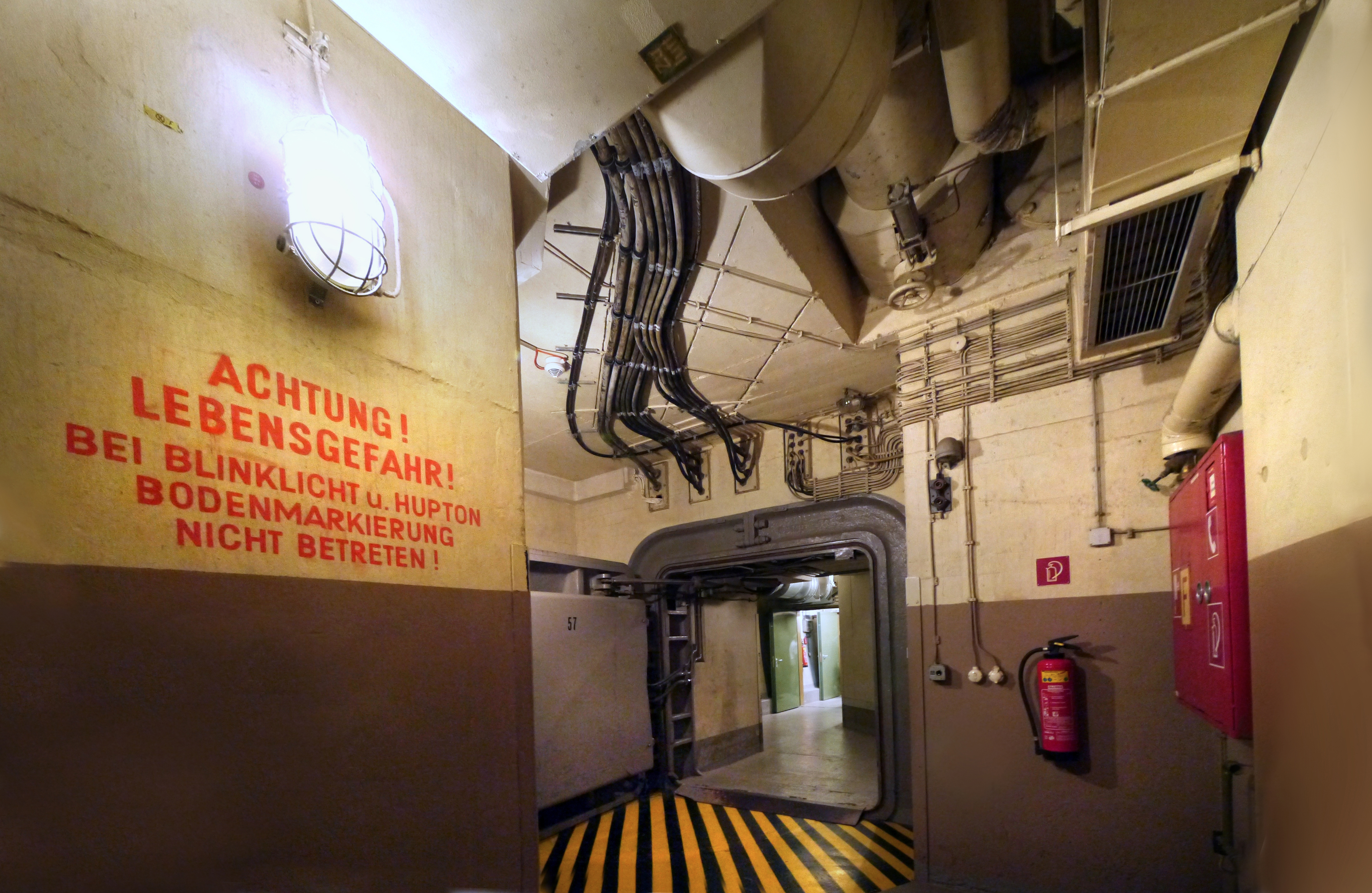
Ehemaliger Regierungsbunker bei Ahrweiler: Eingangsbereich
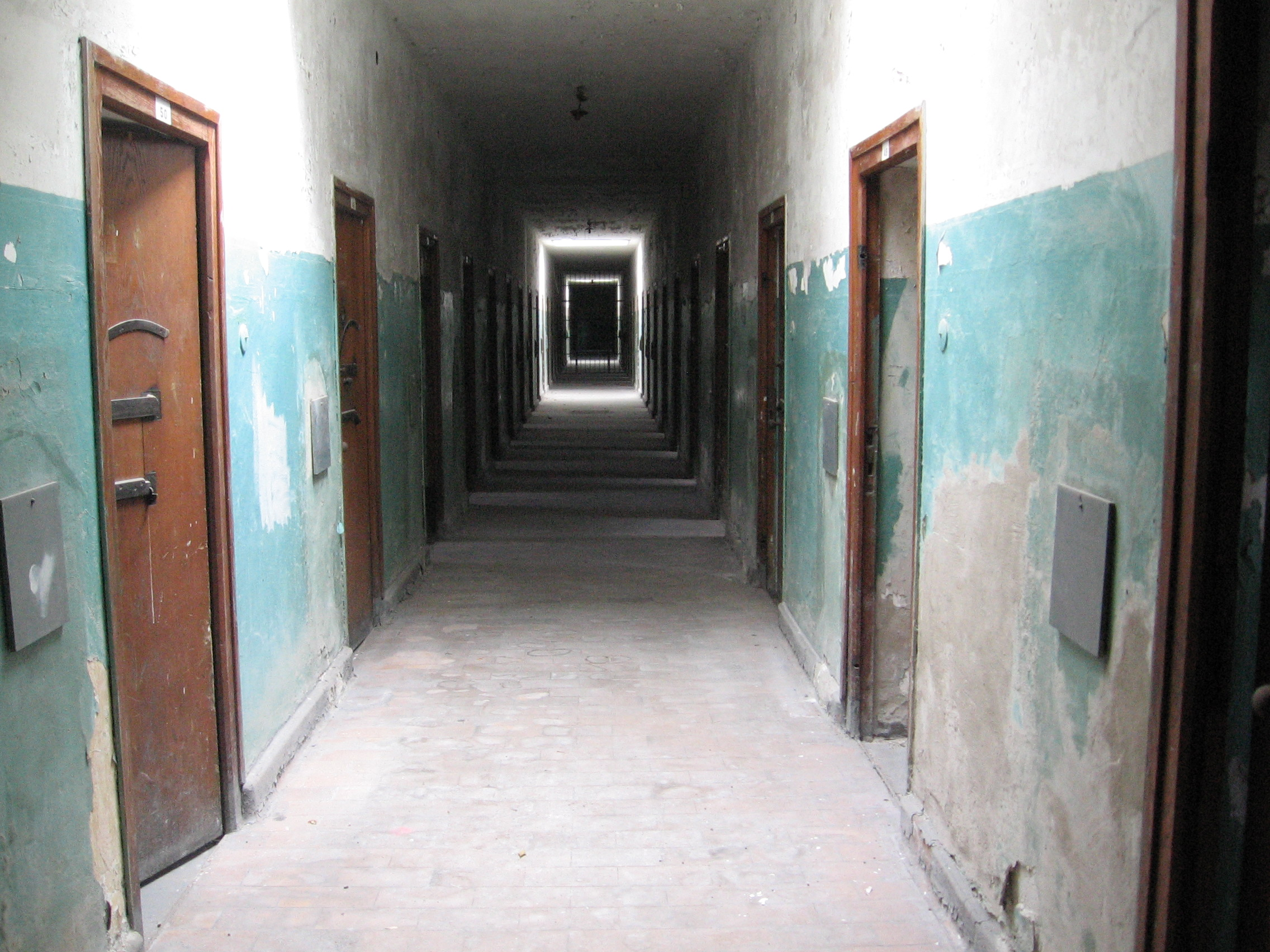
Gefängnisbunker in der KZ-Gedenkstätte Dachau
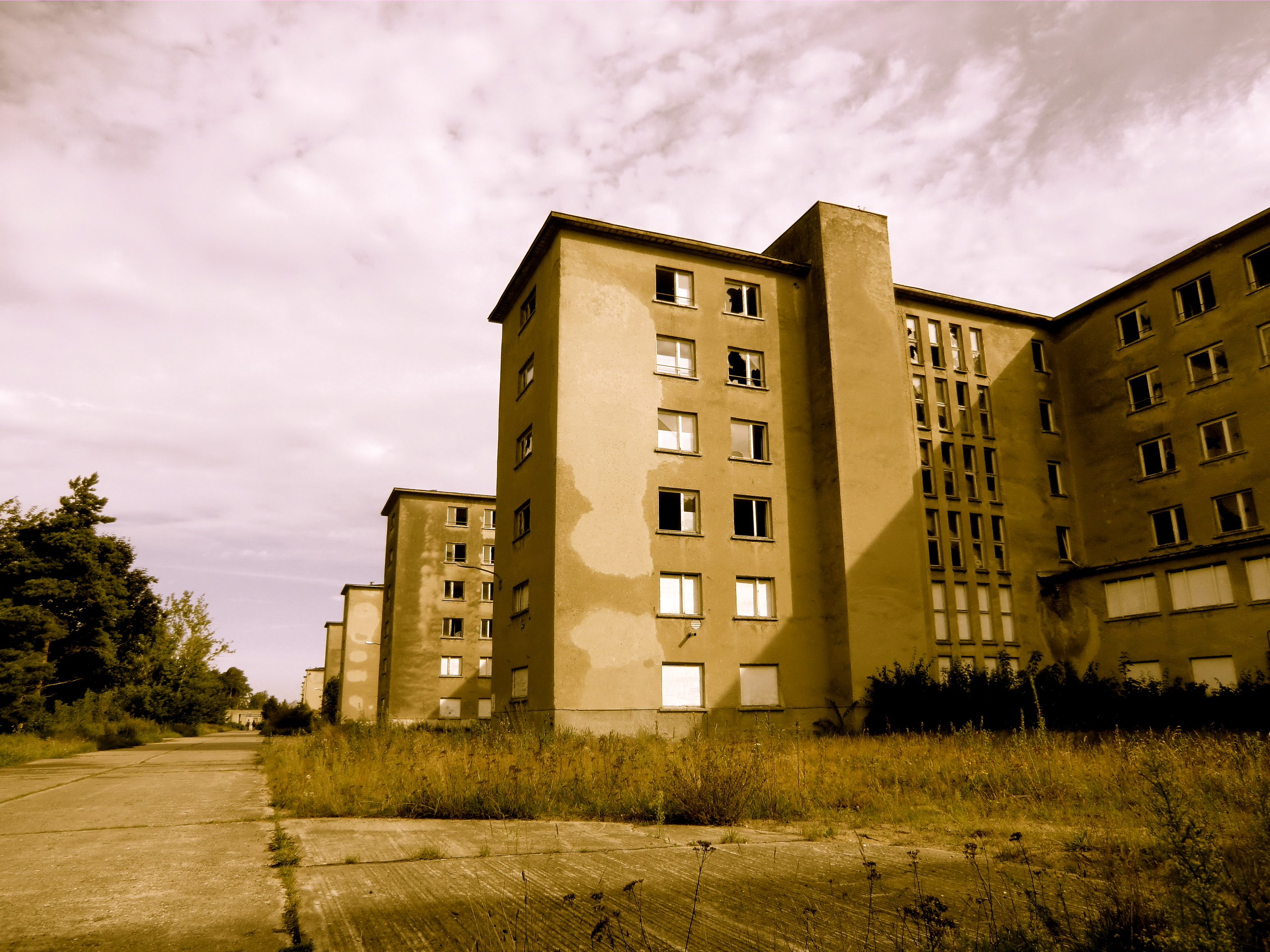
KdF-Gebäude Prora auf Rügen
Verfallener Innenraum in Beelitz
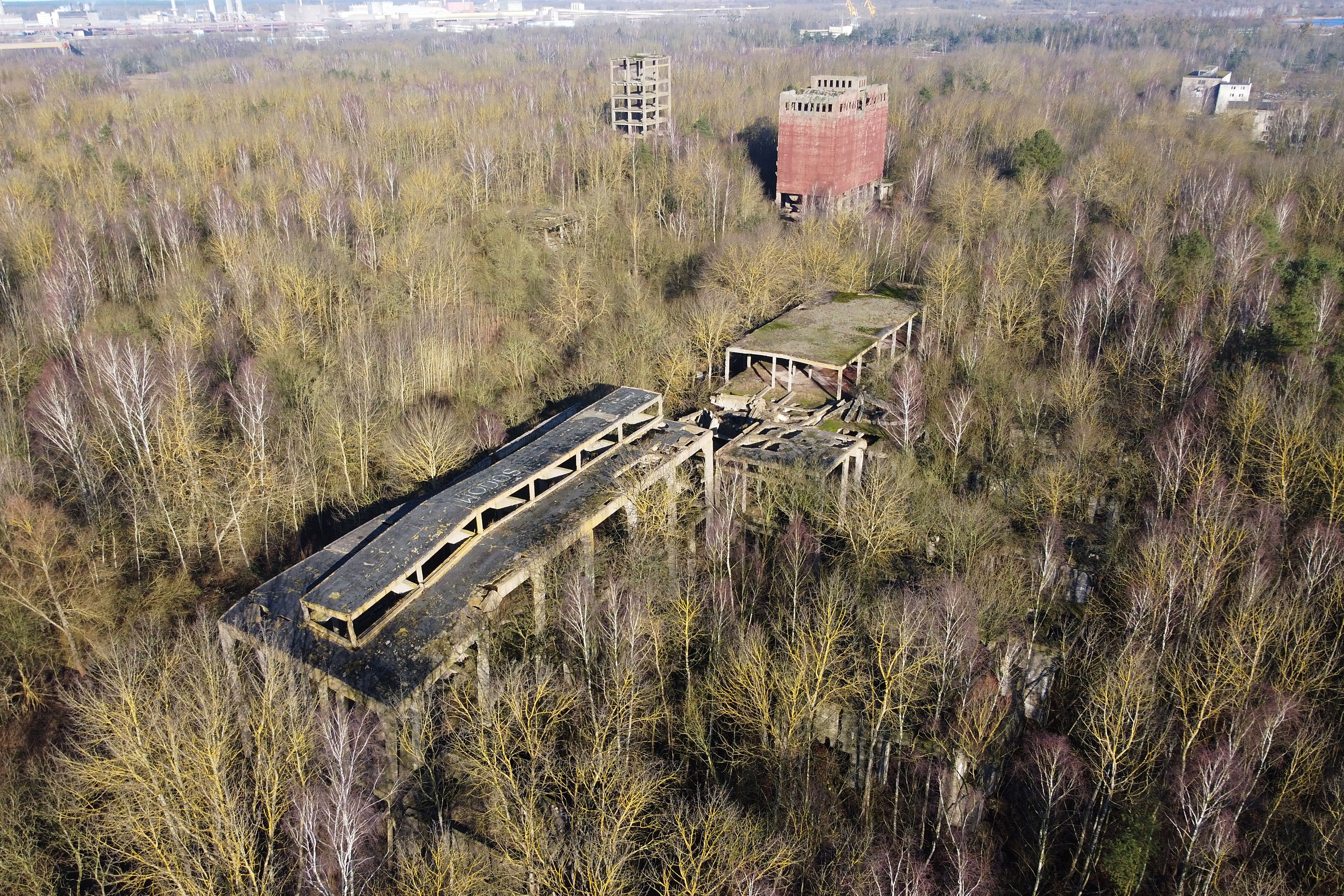
Ruinen der Hydrierwerke Pölitz
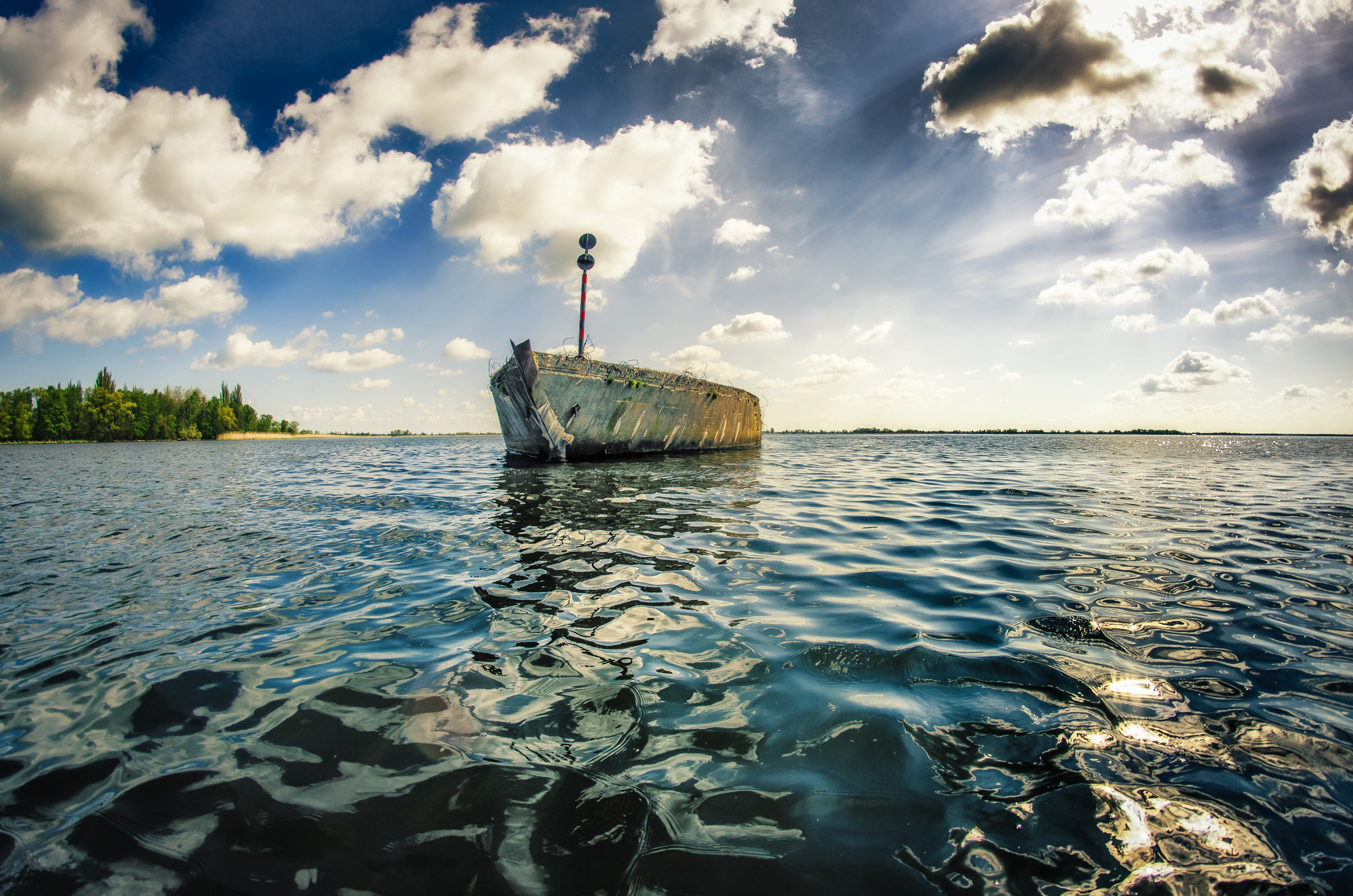
Wrack des Betonschiffs Ulrich Finsterwalder im Dammschen See

## Bekannte Fotografen
- Sven Fennema
- Markus Gebauer
- Axel Hansmann
- Stefan Hefele
- Carol M. Highsmith
(Archiv: Library of Congress[5])
- Miru Kim[6]
- Nikola Mihov
- Josef Schulz
- Marcus Schwier
- Peter Untermaierhofer
- Thomas Windisch